# Próba dobutaminowa
Próba dobutaminowa (echokardiograficzna próba obciążeniowa serca z zastosowaniem dobutaminy; stress echocardiography)) – badanie nieinwazyjne polegające na monitorowaniu pracy serca za pomocą echokardiogramu przy zmieniającym się obciążeniu tego narządu. W czasie badania podaje się dożylnie dobutaminę, lek, który wywołuje zwiększenie rzutu serca, poprawiając jego kurczliwość i w niewielkim stopniu przyspieszając akcję serca. Badanie to pozwala stwierdzić istnienie i rozległość niedokrwienia mięśnia sercowego, które pojawia się w przypadku osób chorych po podaniu dobutaminy, co zwiększa zapotrzebowanie mięśnia serca na tlen. Obecnie coraz częściej w próbach wysiłkowych stosuje się cykloergometr jako metodę bezpieczniejszą dla chorego. Próbę na cykloergometrze przeprowadza się w pozycji półleżącej w położeniu bocznym.

## Przebieg
Echokardiografia obciążeniowa jest połączeniem dwuwymiarowego badania echokardiograficznego z elektrokardiograficznym badaniem wysiłkowym, dlatego też często przedstawiona jest jako alternatywa dla próby wysiłkowej.
Próba dobutaminowa wykonywana jest w trakcie ciągłego wlewu dobutaminy przez pompę infuzyjną. Najczęściej stosowany schemat podawania leku polega na stopniowym wzroście dawki co 3 minuty, począwszy od dawki 5 µg/kg/min, zwiększanej o 10 µg/kg/min, aż do osiągnięcia maksymalnej dawki 40–50 µg/kg/min. Poza stałym monitorowaniem echokardiograficznym wskazane jest wykonywanie 12-odprowadzeniowego EKG. Wskazaniem do zakończenia badania, poza tymi jak w próbie wysiłkowej, jest osiągnięcie 85% maksymalnej przewidzianej dla wieku częstości rytmu serca, wystąpienie zaburzeń kurczliwości obejmujących co najmniej 2 z 16 segmentów. W razie braku odpowiedzi chronotropowej przy maksymalnej dawce dobutaminy podaje się dożylnie do 2 mg atropiny w dawkach frakcjonowanych. Z tego powodu przed próbą trzeba zebrać wywiad, czy chory nie cierpi na jaskrę, oraz czy nie ma znacznego przerostu prostaty z wcześniejszymi zatrzymaniami moczu.
Echokardiograficzne badanie obciążeniowe powinno być wykonywane w pomieszczeniu z dostępnym zestawem reanimacyjnym.

## Cel
Próba dobutaminowa jest badaniem mającym na celu kontrolowaną prowokację niedotlenienia mięśnia sercowego spowodowanego niedrożnością naczyń wieńcowych niewidocznych w spoczynkowym badaniu EKG i niepewnym wyniku wysiłkowego ekg. Echokardiografia obciążeniowa u chorych po zawale serca posiada wysoką wartość w ocenie żywotności określonego obszaru mięśnia sercowego oraz prognozowaniu powrotu funkcji skurczowej lewej komory u pacjentów leczonych pierwotną angioplastyką. Badanie może stanowić także uzupełnienie wyników próby wysiłkowej EKG. Badanie ma wykazać wpływ stwierdzonych zwężeń w tętnicach wieńcowych na ewentualne niedotlenienie mięśnia sercowego podczas wysiłku. Często z innymi przeprowadzonymi badaniami pozwala na rezygnację z przeprowadzenia koronarografii.

## Wskazania
- podejrzenie choroby wieńcowej (zalecana zwłaszcza u osób, które nie mogą wykonać wysiłku fizycznego)
- ujemny lub dodatni wynik próby wysiłkowej niezgodny z obrazem klinicznym
- szmery sercowe
- nabyte zastawkowe wady serca
- choroby osierdzia
- choroby aorty piersiowej
- ocena ryzyka zatoru tętniczego
- zaburzenia rytmu serca
- kwalifikacja do rozległych operacji niekardiochirurgicznych celem oceny powikłań sercowo-naczyniowych
- nieprawidłowe spoczynkowe EKG uniemożliwiające ocenę niedokrwienia
- ocena istotności czynnościowej granicznych zmian w koronarografii

## Przeciwwskazania
- nadwrażliwość na lek
- schorzenia przebiegające ze zwężeniem drogi odpływu z lewej komory serca
- migotanie przedsionków
- ostra faza zawału serca
- ostra faza zatoru tętnicy płucnej
- wstrząs septyczny i wstrząs kardiogenny z ciśnieniem tętniczym poniżej 80 mm Hg